# Wuffinga

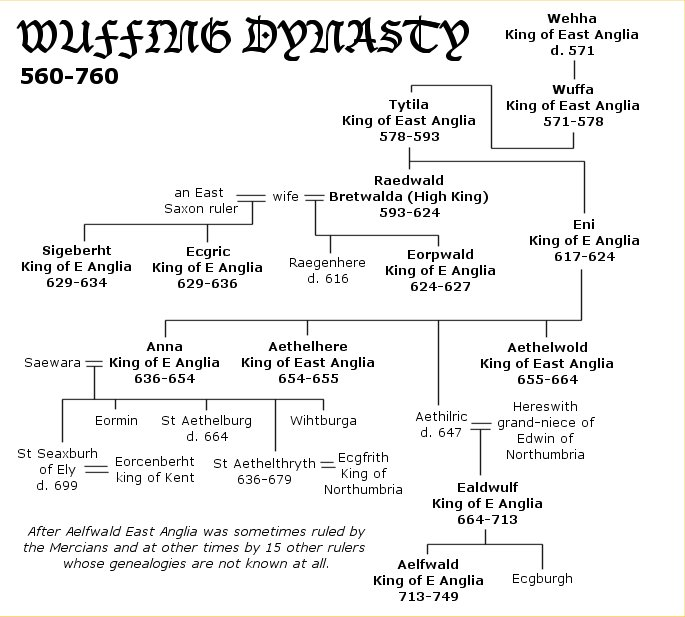
Árbol dinástico de la dinastía de los Wuffinga.

El reino de Estanglia bajo el reinado de los Wuffinga, delimitado por el Mar del Norte, el Rio Stour, el Dique del Diablo y los Fens.

La Dinastía de los Wuffinga (The Wuffings, en inglés) fue la reinante en Anglia Oriental durante los siglos VI, VII y VIII. Toma su nombre de Wuffa, su segundo monarca. Por las fuertes conexiones escandinavas que se aprecian en las tumbas de Sutton Hoo (siglo VII), se ha argumentado que los Wuffinga estaban muy relacionados con los gautas Wulfinga, asentados en Götaland, al sur de la actual Suecia. Las invasiones vikingas del siglo IX destruyeron los monasterios de East Anglia, donde se habrían conservado muchos documentos relativos al reinado de los Wuffinga.